# The Perfect Drug
«The Perfect Drug» (с англ. — «Идеальный наркотик») — песня американской индастриал-рок-группы Nine Inch Nails, была написана для фильма Дэвида Линча «Шоссе в никуда». Ремиксы на песню были изданы на сингле «The Perfect Drug», вышедшем в мае 1997 года. Американский релиз содержал только ремиксы, но не включал в себя оригинальную версию композиции, которая издавалась в США только на саундтреке к фильму. Композиция была также включена в другие релизы — синглы «We're in This Together» и «Into the Void». Видеоклип на песню снял режиссёр Марк Романек. Данное видео доступно на релизе Nine Inch Nails Closure и сборнике работ Романека The Work of Director Mark Romanek.

## Композиция
Песня «The Perfect Drug» до 18 сентября 2018 года не исполнялась вживую. На официальном сайте группы было высказано предположение, «что из-за сложного ударного соло у Джерома [Диллона] просто руки отвалятся» (англ. «…the drum solo would make Jerome's arms fall off»); на что Диллон ответил, что «группа никогда не исключала возможность сыграть какую-либо песню живьём» (англ. «…never rule out the possibility of playing any of the songs live»).
6 апреля 2005 года на шоу BBC Radio 1 Трент Резнор утверждал, что «The Perfect Drug» — это наименее любимое его творение. По его словам было дано недостаточно времени на запись песни, а также видео получилось «слишком пафосным».
Кавер-версии на композицию «The Perfect Drug» были сделаны Die Krupps, Nerve Factor, Mariano и The Chordials. Также Lab 4 использовали семпл «The Perfect Drug» в одной из своих песен, а в песне «Hot Dog» группы Limp Bizkit присутствуют отсылки к лирике композиции.

### Видеоклип

Трент Резнор в клипе «The Perfect Drug»

Видео было выпущено 18 января 1997 года. Клип снял режиссёр Марк Романек. Видео изображает отчаянного отца (Резнор), который скорбит по своим умершим детям в своём готическом поместье, потребляя абсент. Тема клипа была взята из художественных работ Эдварда Гори, в частности из его альбома гравюр «The Gashlycrumb Tinies». В клипе также содержатся отсылки к картине Густава Климта «Поцелуй» (1907—1908) и к устройству «Numériseur» Франсуа Виллема. Это вторая совместная работа Романека с Nine Inch Nails, в 1994 году он снял для группы клип на композицию «Closer».
В клипе также снялись сотрудничающие с Трентом Резнором музыканты Крис Вренна, Чарли Клоузер и Дэнни Лонер, прежде всего в сценах со струнными инструментами в начале видео.
Работа Джоан Гейр с Nine Inch Nails над клипом «The Perfect Drug» принесла премию за лучшую причёску и мейкап в музыкальном видео на церемонии вручения «Music Video Production Awards».

## Релизы
Nothing Records / Interscope Records INTDM-95007 — US CD
- Nothing Records / Interscope Records IND-95542 — EU CD
- Nothing Records / Interscope Records MVCP-14001 — JP CD
- Nothing Records / Interscope Records IND-95542 — AU CD
- Nothing Records / Interscope Records INT8P-6164 — 3×12"

## Список композиций
The Perfect Drug — 11-й релиз Nine Inch Nails по нумерации Halo, он состоит из 5 ремиксов на песню «The Perfect Drug». Европейский, австралийский, и японский релизы, также содержат оригинальный трек, виниловая версия помимо остального содержит шестой эксклюзивный ремикс.

### Компакт-диск
| №  | Название                                                         | Ремикширование      | Длительность |
| -- | ---------------------------------------------------------------- | ------------------- | ------------ |
| 1. | «The Perfect Drug»                                               | Meat Beat Manifesto | 7:24         |
| 2. | «The Perfect Drug»                                               | Plug                | 6:53         |
| 3. | «The Perfect Drug»                                               | Nine Inch Nails     | 8:19         |
| 4. | «The Perfect Drug»                                               | Spacetime Continuum | 5:42         |
| 5. | «The Perfect Drug»                                               | The Orb             | 6:12         |
| 6. | «The Perfect Drug» (Оригинальная версия — кроме издания для США) |                     | 5:16         |

### 12" DJ Promo
| №  | Название           | Ремикширование      | Длительность |
| -- | ------------------ | ------------------- | ------------ |
| 1. | «The Perfect Drug» | Meat Beat Manifesto | 7:24         |
| 2. | «The Perfect Drug» | Nine Inch Nails     | 8:19         |
| 3. | «The Perfect Drug» | Plug                | 6:53         |
| 4. | «The Perfect Drug» | Aphrodite           | 6:04         |
| 5. | «The Perfect Drug» | The Orb             | 6:12         |
| 6. | «The Perfect Drug» | Spacetime Continuum | 5:42         |

## Участники записи
- Трент Резнор — вокал, инструменты и программирование; написание и продюсирование (осно́вная песня); пересведение (ремикс Nine Inch Nails)

Осно́вная песня
- Алан Молдер — сведе́ние
- Дэйв Огилви — звукоинженер
- Брайан Поллак (Brian Pollack) — ассистент звукоинженера

Ремиксы
- Джек Дэнджерс[англ.] — пересведение (ремикс Meat Beat Manifesto)
- Джош Робертс (Josh T. Roberts) — звукоинженер (ремикс Meat Beat Manifesto)
- Кит Хиллебрандт (Keith Hillebrandt) — пересведение (ремикс Nine Inch Nails)
- Брайан Поллак — звукоинженер, сведе́ние (ремикс Nine Inch Nails)
- Люк Вайберт[англ.] — продюсирование и пересведение (ремикс Plug)
- Гэвин Кинг — пересведение (ремикс Aphrodite)
- Энди Хьюз[англ.] — звукоинженер (ремикс The Orb)
- Джонас Шарп[англ.] — пересведение (ремикс Spacetime Continuum)

## Участие в чартах
| Чарт (1997)            | Высшая позиция |
| ---------------------- | -------------- |
| Billboard Hot 100      | 46             |
| Alternative Songs      | 11             |
| ARIA Charts            | 48             |
| Canadian Singles Chart | 2              |
| Canadian RPM Chart     | 2              |
| Tracklisten            | 13             |
| FinnishCharts          | 7              |
| Swedish Charts         | 48             |
| UK Singles Chart       | 43             |
| NZ Charts              | 32             |